# Bat Thumb
Bat Thumb é uma animação criada por Steve Oedekerk em 2001, satirizando a série Batman. É uma sequência de Thumb Wars.

## Sequências
Bat Thumb tem três sequências: Frankenthumb (2002), The Blair Thumb (2002) e Thumbtanic (2002).

## Cronograma
- Thumb Wars (1999)
- The GodThumb (2001)
- Bat Thumb (2001)
- Frankenthumb (2002)
- The Blair Thumb(2002)
- Thumbtanic (2002)